# 中野和也
中野 和也（なかの かずや、1962年3月9日 - ）は、日本のスポーツライター。長崎県出身。紫熊倶楽部編集長。

## 来歴
広島大学経済学部を卒業後、リクルート中国支社に入社。リクルート進学ブック・リクルートブック・Bingの編集に携わった後、中四国リクルート企画で広告制作を担当。制作および営業マネージャー.を経て1994年退社、フリーライターに。
主にビジネスマンの取材を行っていたが、ある投稿がきっかけで1995年広島アスリートマガジン・サンフレッチェ広島担当記者に。1999年、メールマガジン「広島フットボール」創刊。2000年、サンフレッチェ・オフィシャル・マガジン「紫熊倶楽部」創刊。
執筆活動のほか、年に数回ほどNHK広島放送局・中国放送などのTV、サンフレッチェ・ラジオ・サポーターズクラブ “GOA～L”などラジオにもゲスト出演している。

## 主な執筆
- 紫熊倶楽部
- オフィシャル携帯サイト「TSSサンフレッチェ」
- J's Goal
- サンフレッチェ・マッチデー・プログラム
- 週刊サッカーマガジン
- サッカーJ+
- 中国新聞「フェニックス」
- FOOTIVAL
- サッカーダイジェスト